# Église Saint-Patrick de Loxley
Pour les articles homonymes, voir Église Saint-Patrick.
L'ancienne église catholique Saint-Patrick de Loxley se trouve à Loxley, dans le comté de Baldwin en Alabama, aux États-Unis. Elle est édifiée en 1924 et inscrite au Registre national des lieux historiques en 1988,. Elle sert aujourd'hui de bibliothèque.

## Situation
L'édifice se trouve à l'intersection de la Highway 90 et de Loxley Avenue.

## Historique
L'église a été rachetée par la municipalité de Loxley, qui en a fait une bibliothèque (Loxley Public Library).

## Description
Cette église comprend un seul étage, six travées et est ornée d'un toit à deux pans. Elle est pourvue d'une tour de deux étages surmontée d'un toit à quatre pans. L'entrée se fait dans la tour, par une double porte en bois surmontée d'une imposte en vitrail et d'un auvent en métal. Le deuxième étage de la tour possède une ouverture rectangulaire avec persienne.
Les angles de la tour et de l'édifice sont faits de béton biseauté. Chaque côté du bâtiment comporte trois contreforts, qui délimitent chacun une travée. L'arrière de l'église est pourvu d'une abside dotée d'une seule fenêtre à lancette et surmontée d'un toit à deux pans plus petit que le toit principal.